# Hokersar
Hokersar là một khu bảo tồn đất ngập nước ở Zainakote, gần Srinagar thuộc Jammu & Kashmir ở Ấn Độ. Khu bảo tồn nằm trong thung lũng Kashmir, cách Srinagar 10 km (6,2 dặm) về phía tây bắc. Hokersar trải rộng trên 1.375 ha (13,75 km²) và được chỉ định là một khu bảo tồn chim.

## Địa lý
Vùng đất ngập nước Hokersar là khu bảo tồn chim lớn nhất ở thung lũng Kashmir, nằm trong lưu vực sông Jhelum. Đây là phần cực bắc của lưu vực Doodhganga, ở độ cao 1.584 mét (5.197 ft) trên mực nước biển. Khu bảo tồn được nuôi dưỡng bởi hai dòng nước vào lâu năm: Doodhganaga từ phía đông và Sukhnag từ phía tây. Nó bao gồm một hồ nước và một khu vực đầm lầy với độ sâu trung bình là 0,91 m (3 ft). Vào mùa xuân, mực nước dâng lên tới 2,4 m (8 ft) do dòng chảy từ băng tuyết ở dãy núi Pir Panjal. Vùng đất ngập nước cũng đóng vai trò như một lưu vực hấp thụ nước lũ.

## Hệ thực vật và động vật
Vùng đất ngập nước Hokersar bao gồm ba khu với hệ thực vật đa dạng. Khu vực phía đông bắc là nơi sinh sống thích hợp của nhiều loài macrophyes khác nhau trong khi Trapa natans và Phragntic australis  chủ yếu được tìm thấy ở khu vực trung tâm vốn là một vùng nước rộng lớn. Khu vực phía nam là một vùng đất bùn và được sử dụng như bãi chăn thả.
Vùng đất ngập nước Hokersar được chỉ định là một khu bảo tồn chim. Nó đóng vai trò là nơi trú ẩn quan trọng cho các loài chim biển di cư tầm trung và xa như ngỗng, sếu, vịt và các loài khác sinh sản ở vĩ độ bắc tại Siberia và Trung Á. Toàn bộ thung lũng Kashmir nằm ở vị trí chiến lược về phía nam của Pamirs và ở cực tây của dãy Himalaya. Những con chim nước bay đến thung lũng Kashmir qua Trung Á. Chúng bắt đầu đến vào tháng 9 - tháng 10 và rời đi trước tháng 5 năm sau. Hơn 500.000 loài chim nước đã được ghi nhận ở Hokersar vào năm 2000–2001. Có bảy loài bị đe dọa toàn cầu trong số 45 loài chim nước và 66 loài chim sống ở vùng đất ngập nước được báo cáo trong khu bảo tồn. Chim bồ câu phương bắc, vịt trời, gadwall, chim cuốc phương bắc, chim bồ câu Á-Âu và chim mòng két thông thường là những loài chim nước phổ biến nhất, được tìm thấy với số lượng lớn trong mùa đông. Gà mái lai Á-Âu, pochard mào đỏ, ngỗng xám, garganey là một trong số các loài chim nước khác cũng được tìm thấy trong khu bảo tồn.

## Sự bảo tồn
Vùng đất ngập nước Hokersar lần đầu tiên được chỉ định là khu bảo tồn theo Đạo luật (Bảo vệ) Động vật hoang dã Jammu và Kashmir, năm 1978. Hokersar, Haigam và Shallabug là các khu vực được bảo vệ trong lưu vực Jehlum và cũng đã được chính phủ Jammu & Kashmir tuyên bố là khu bảo tồn chim. Năm 2005, khu bảo tồn được công nhận là vùng đất ngập nước có tầm quan trọng quốc tế theo Công ước Ramsar với tên gọi Hokera Wetland. Khu bảo tồn thuộc Chương trình Bảo tồn Đất ngập nước Quốc gia của Ấn Độ và cũng nằm trong mạng lưới các khu vực chim quan trọng.

## Mối đe doạ
Các mối đe dọa đối với vùng đất ngập nước Hokersar bao gồm các hoạt động và sự xâm lấn của con người. Đất ngập nước đã giảm từ 18,75 km 2 (7,24 dặm vuông) vào năm 1969 xuống còn 13.00 km² (5.02 dặm vuông) vào năm 2008. Theo thời gian, nhiều khu vực đất ngập nước đã được chuyển đổi thành đất trồng lúa. Việc thải chất thải sinh hoạt vào đất ngập nước, chủ yếu qua các dòng chảy vào đã dẫn đến sự phát triển quá mức của cỏ dại và hiện tượng phú dưỡng. Cả hai đều là mối đe dọa lớn đối với hệ thực vật của khu bảo tồn.